# Nasser El Khayati
Abdenasser El Khayati (en arabe : عبد الناصر الخياطي),, dit Nasser El Khayati, né le 7 février 1989 à Rotterdam, est un footballeur néerlando-marocain évoluant au poste de milieu offensif.

## Biographie

### Jeunesse
Natif de Rotterdam, Abdenasser grandit dans une famille marocaine de sept enfants dans le quartier de Kralingen-Crooswijk au nord de Rotterdam, un endroit à forte communauté étrangère à majorité d'origine marocaine. Étant un homme très attaché à sa religion, il passe son enfance à la mosquée à apprendre le coran et la langue arabe avec son père. À 11 ans, son père décède des suites d'une maladie grave. Ayant comme hobby le football, il passe ses soirées dans son quartier à jouer au football, entouré de stars actuels tels que Georginio Wijnaldum ou encore Mounir El Hamdaoui. Le garçon sera inscrit par sa mère dans le foot en salle dans le club de Feyenoord Rotterdam, qui évoluait à l'époque en première division futsal. Avec l'ancienne alliance du club de Feyenoord Rotterdam et l'Excelsior Rotterdam, il finira par être transféré dans le club d'Excelsior, afin d'évoluer au grand football.

### Carrière en club

#### Débuts catastrophiques (1989-2013)
Il commence le football à l'âge de 14 ans dans le club de sa ville, le SBV Excelsior. Il devra attendre 1 an avant de faire ses débuts à la suite d'une double fracturation de ses deux jambes après qu'il s'est blessé dans un match avec ses amis dans son quartier en janvier 2001. Il fera son réapparition après une année dans le club amateur du RKSV Leonidas. Repéré à cette période par de nombreux clubs dont le Sparta Rotterdam et le Willem II Tilburg, il y passe deux saisons avant d'être également repéré par les scouts de l'académie du PSV Eindhoven. Il passe 14 jours de stages au PSV afin de s'entraîner au niveau A1. Son transfert est officialisé en 2007 à l'âge de ses 18 ans. À cette occasion, Nasser déménage de Rotterdam à Eindhoven et joue une saison au PSV. Difficile de persévérer, il accepte une demande du FC Den Bosch, club dans lequel il fera ses débuts en tant que footballeur professionnel.

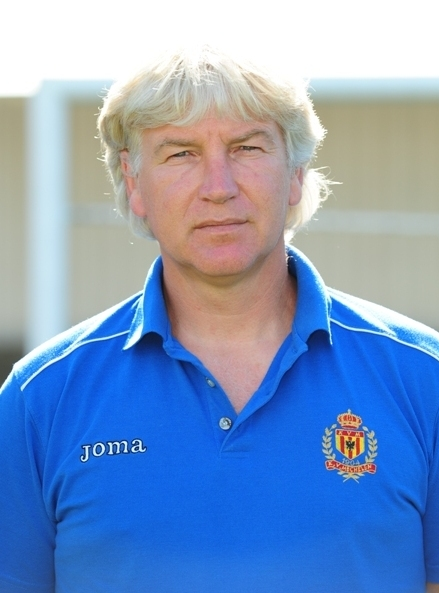
Marc Brys le lance en Eredivisie.

Il commence sa carrière professionnelle en 2009, jouant avec le FC Den Bosch en deuxième division néerlandaise. Après la venue de l'entraîneur belge Marc Brys, Nasser aura du mal à s'intégrer dans le jeu tactique du coach qui fera le choix de jouer avec un système défensif.
Nasser signe un contrat de trois ans au NAC Breda en 2010. Souhaitant lancer sa carrière en Eredivisie, un nouvel entraîneur fera sa place au sein du club et fera à son tour un système de jeu, demandant des joueurs expérimentés dans le championnat. Nasser passera tout le long d'une saison sur le banc de Bréda sans avoir l'occasion de prouver son talent dans le plus haut niveau. Les seuls matchs qu'il jouera lors de la saison 2010-2011 sera avec l'équipe B du club du NAC Breda. 
Ayant pour but de faire des minutes sur le terrain, il décide de quitter les Pays-Bas pour Chypre. Il signe en 2012 dans le championnat de Chypre dans l'équipe de l'Olympiakos Nicosie, club avec lequel il fera une saison quasi-blanche avec plusieurs problèmes financières. Le joueur sera mis de côté par l'entraîneur Renos Demetriades après une altercation. Nasser El Khayati portera plainte contre le club chypriote et restera sans club pendant de longs mois.

#### Révélation en D2 néerlandaise (2014-2015)
En 2014, l'équipe des Kozakken Boys (en) promettra à El Khayati une place de titulaire dans l'équipe néerlandaise en manque d'attaquant. Abdenasser en profitera pour faire de lui la révélation de la deuxième division néerlandaise en signant en 2014 un contrat d'un an, délivrant 6 passes décisives et inscrivant 12 buts en 17 matchs en faveur de l'équipe des Kozakken Boys (en). Nasser travaillera à côté du football, dans le Port de Rotterdam 3 fois par semaine afin de subvenir aux besoins familiaux. Il sera pisté lors du mercato de 2015 par plusieurs équipes comme le FC Utrecht ou encore le PEC Zwolle.
Nasser El Khayati sera contacté par Nigel Adkins pour un accord de transfert dans le club du Reading en Championship. Le joueur ira en Angleterre avec son agent afin de rejoindre le club anglais. L'entraîneur du club donnera un deuxième rendez-vous, deux semaines plus tard pour conclure le transfert. L'affaire prend fin deux jours avant le deuxième rendez-vous, à la suite de l'exclusion de Nigel Adkins.

#### Départ en Angleterre (2015-2017)

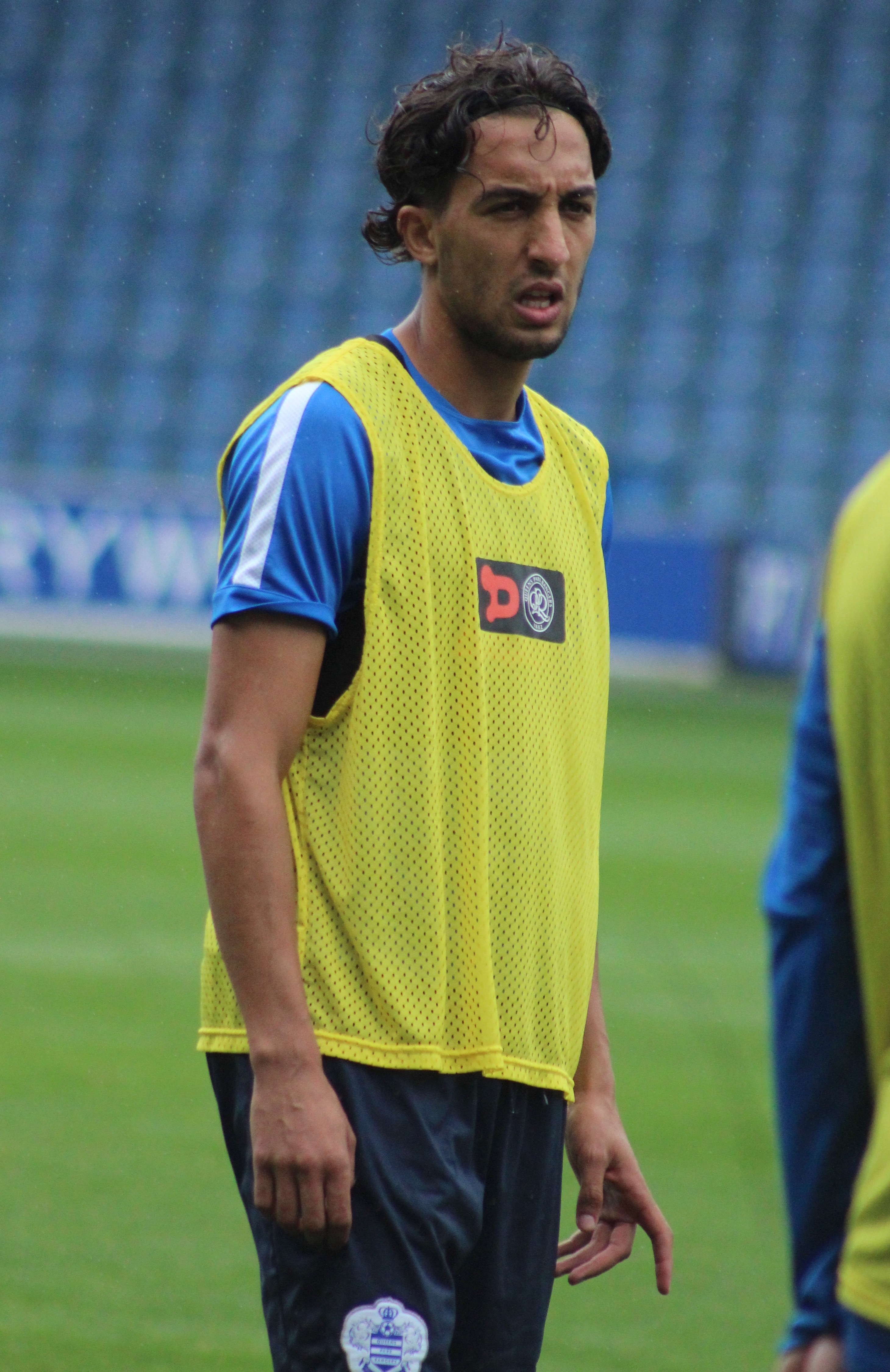
El Khayati en plein entraînement avec QPR en 2016.

Le 29 janvier 2015, il signe un contrat de deux ans pour un montant libre au Burton Albion, club anglais évoluant en quatrième division anglais. Le joueur gagnera sa place de titulaire et jouera 18 matchs dans la mi-saison 2014-2015, marquant 3 buts et délivrant 4 passes décisives. D'une partie grâce à ses belles performances, l'équipe promouvra en troisième division anglaise pour la saison 2016-2017. 
Abdenasser El Khayati jouera lors de la saison 2016-2017, 26 matchs, marquant huit buts et cinq passes décisives en faveur de Burton Albion. Il jouera seulement la première mi-saison, avant d'être repéré dans le mercato hivernal par plusieurs clubs de deuxième division anglaise. En février 2016, il finira par s'engager en deuxième division anglaise, dans le club des Queens Park Rangers. Nasser El Khayati sera la plus grosse vente du club jamais effectué de l'histoire du Burton Albion. Avec le club anglais des Queens Park Rangers, il joue 21 matchs en Championship (D2), inscrivant un but.

#### Débuts en Eredivisie (2017-2019)
Le 31 janvier 2017, le club du Queens Park Rangers décidera de prêter son joueur néerlando-marocain au club néerlandais de l'ADO La Haye pour la durée d'une saison, une magnifique occasion pour le binational de persévérer en Eredivisie. Le joueur fera de lui une étonnante révélation dans le championnat néerlandais, marquant 5 buts et délivrant 3 passes décisives en seulement 12 matchs. L'entraîneur Alfons Groenendijk fera partie à la fameuse discussion entre l'agent d'El Khayati, le club anglais et le joueur-même pour acheter officiellement le joueur. 
La discussion se finira positivement et El Khayati s'engagera pour une durée de 4 ans jusqu'en 2020 au sein du club de l'ADO La Haye. Le joueur fera partie des meilleurs buteurs en Eredivisie lors de la saison 2017-2018, marquant 11 buts en 35 matchs.
Le 6 février 2021, il s'engage jusqu'à la fin de la saison à l'ADO La Haye. Il dispute la totalité des matchs jusqu'à la relégation en D2 néerlandaise en fin de saison. Lors de son dernier match en Eredivisie contre le FC Twente le 16 mai 2021, il délivre une passe décisive (défaite, 4-3).
En 2022, il s'engage avec le club néerlandais Willem II

### Carrière internationale

#### Entre le Maroc et les Pays-Bas
Le joueur possédant la double nationalité marocaine et néerlandaise est sous règles de la FIFA apte à être convoqué en sélection néerlandaise ainsi que marocaine. En septembre 2018, alors qu'il est à la meilleure forme de sa carrière, il évoque publiquement aux médias néerlandais son souhait de vouloir jouer avec les Lions de l'Atlas aux côtés de Hakim Ziyech : « Je pense qu'Hervé Renard suit mes matchs. Si je reçois pas de convocation, je pense bien que le problème se trouve dans le fait que j'évolue dans un petit club de première division. Si j'avais fait au moins juste la moitié de ce que j'ai fait cette saison dans un plus grand club comme l'AZ Alkmaar ou le Feyenoord Rotterdam, je pense bien que j'aurais été appelé il y a bien longtemps. Mon cœur se penche plus vers le Maroc. Mon souhait est clairement de jouer avec le Maroc ».
Cependant, malgré un manque d'attaquant pointe en sélection marocaine, le sélectionneur français décidera de ne pas convoquer le néerlando-marocain.

## Statistiques détaillées
| Saison                | Club                  | Championnat             | Championnat | Championnat | Coupe(s) nationale(s) | Coupe(s) nationale(s) | Supercoupe | Supercoupe | Compétition(s) continentale(s) | Compétition(s) continentale(s) | Compétition(s) continentale(s) | Total | Total |
| Saison                | Club                  | Division                | M.          | B.          | M.                    | B.                    | M.         | B.         | Comp.                          | M.                             | B.                             | M.    | B.    |
| 2009-2010             | FC Den Bosch          | Jupiler League          | 8           | 0           | -                     | -                     | -          | -          | -                              | -                              | -                              | 8     | 0     |
| 2010-2011             | FC Den Bosch          | Jupiler League          | 2           | 0           | -                     | -                     | -          | -          | -                              | -                              | -                              | 2     | 0     |
| 2010-2011             | NAC Breda             | Eredivisie              | -           | -           | -                     | -                     | -          | -          | -                              | -                              | -                              | 0     | 0     |
| 2011-2012             | NAC Breda             | Eredivisie              | -           | -           | -                     | -                     | -          | -          | -                              | -                              | -                              | 0     | 0     |
| 2012-2013             | Olympiakos Nicosie    | Laiki Bank Championship | -           | -           | -                     | -                     | -          | -          | -                              | -                              | -                              | 0     | 0     |
| 2014-2015             | Kozakken Boys         | Jupiler League          | 17          | 2           | -                     | -                     | -          | -          | -                              | -                              | -                              | 17    | 2     |
| 2014-2015             | Burton Albion         | EFL League Two          | 18          | 3           | -                     | -                     | -          | -          | -                              | -                              | -                              | 18    | 3     |
| 2015-2016             | Burton Albion         | EFL League One          | 24          | 8           | 2                     | 0                     | -          | -          | -                              | -                              | -                              | 26    | 8     |
| 2015-2016             | Queens Park Rangers   | Championship            | 15          | 1           | -                     | -                     | -          | -          | -                              | -                              | -                              | 15    | 1     |
| 2016-2017             | Queens Park Rangers   | Championship            | 6           | 0           | 3                     | 0                     | -          | -          | -                              | -                              | -                              | 9     | 0     |
| 2016-2017             | ADO La Haye           | Eredivisie              | 12          | 5           | 4                     | -                     | -          | -          | -                              | -                              | -                              | 16    | 5     |
| 2017-2018             | ADO La Haye           | Eredivisie              | 32          | 8           | 3                     | 3                     | -          | -          | -                              | -                              | -                              | 35    | 11    |
| 2018-2019             | ADO La Haye           | Eredivisie              | 33          | 17          | 2                     | 3                     | -          | -          | -                              | -                              | -                              | 35    | 20    |
| Sous-total            | Sous-total            | Sous-total              | 77          | 30          | 5                     | 6                     | -          | -          | -                              | -                              | -                              | 82    | 36    |
| Total sur la carrière | Total sur la carrière | Total sur la carrière   | 167         | 44          | 10                    | 6                     | -          | -          | -                              | -                              | -                              | 177   | 50    |

## Palmarès

### En club
- Burton Albion
  - Champion de League Two en 2015

- Queens Park Rangers
  - Vice-champion de Championship en 2016

### Distinctions personnelles
- 2019 : Joueur de l'ADO La Haye de la saison 2018-19
- 2019 : Dans l'équipe type Eredivisie de la saison 2018-19

## Divers
En 2019, il apparaît dans le clip de Kevin et Lijpe sur le morceau Kilometers.